# Strada statale 473 di Croce d'Aune
La ex strada statale 473 di Croce d'Aune (SS 473), ora strada provinciale 473 di Croce d'Aune (SP 473), è una strada provinciale italiana che si sviluppa in Veneto.

## Percorso
La strada ha inizio distaccandosi dalla ex strada statale 50 del Grappa e del Passo Rolle nei pressi di Ponte d'Oltra, nel comune di Lamon. Prosegue quindi in direzione sud-est entrando nel territorio comunale di Sovramonte, comune sparso bellunese. Dopo averne attraversato la frazione di Sorriva, la strada piega verso nord-est e comincia a salire d'altitudine.
Passa quindi per l'altra frazione di Servo (sede comunale), poi per la borgata di Salzen e per la frazione di Aune. A questo punto il percorso prosegue verso sud-est, raggiungendo il passo Croce d'Aune (1011 m s.l.m.) che dà il nome alla strada stessa.
La strada scende quindi verso le località di Pedavena e Feltre, dove si innesta nuovamente sulla strada statale 50 del Grappa e del Passo Rolle, ma in un punto non declassato.
L'attuale rotabile passa nelle vicinanze di una porzione della strada romana 'Claudia Augusta' che molto probabilmente nel tratto tra Pedavena e il passo Croce d'Aune correva sul versante opposto della valle, solatio ma soggetto a frane. Nel tratto tra il passo e Servo correva più alta dell'attuale tracciato passando nei pressi del Castello di Servo di cui oggi nulla rimane.
Il tracciato 'moderno' nel versante feltrino risale al 1915 (quello del versante di Sovramonte è di un poco precedente) quando fu ritenuto indispensabile sostituire la vecchia mulattiera con una rotabile atta al trasporto di mezzi e truppe; essa aveva infatti lo scopo di permettere un rapido accesso alla mulattiera che saliva verso le Vette Feltrine sulle quali fino al 1918 correva il confine di stato con l'Impero austro-ungarico. Il tracciato originario, negli anni '60 del '900, è stato oggetto di un radicale intervento di miglioramento nel tratto tra Feltre e Croce d'Aune. Nel tratto tra quest'ultima località e Ponte d'Oltra presenta un tracciato più irregolare con tratti ancora dalla sezione originale.
In seguito al decreto legislativo n. 112 del 1998, dal 1º ottobre 2001, la gestione è passata dall'ANAS alla Regione Veneto che ha provveduto al trasferimento al demanio della Provincia di Belluno; dal 20 dicembre 2002 la gestione della tratta è passata alla società Veneto Strade.